# 物欲センサー
物欲センサー（ぶつよくセンサー、英：Desire Sensor）は、主にゲームなどにおいて、プレイヤーの物欲を検知して、プレイヤーの望むアイテムやキャラクターの排出率を下げる架空のセンサー。ネットスラングの一種。

## 概要
物欲センサーとは、ゲームなどにおいて、ランダムで手に入るアイテムやガチャで排出されるキャラクターなどが出る確率は同じ条件下では不変であるが、運悪くプレイヤーが望むアイテムやキャラクターが出なかった際などに、この結果はプレイヤーの物欲を検知するセンサーによるものであるとするジョークである。初出は諸説あるが、「ファンタシースターオンライン」をプレイするプレイヤーの間で流行した語であるとする説があり、ファンタシースターシリーズやモンスターハンターシリーズ、ポケットモンスターシリーズなどのプレイヤーによって使われる。物欲センサーの実在については、モンスターハンターポータブル2nd以降の作品でモンスターハンターシリーズのプロデューサーを務める辻本良三によって否定されている。
2019年に株式会社カプコンはイラストレーターの「あざらすぃゆずこ」とのコラボ商品として「脱！物欲センサー」と書かれたフェイスタオルセットを発売するなど、公式グッズに物欲センサーという文言が採用されたこともある。
2019年には、ゲーム状況に基づいてプレイヤーが欲しているアイテムを特定し、当選確率値を上昇させるという特許がカプコンによって出願されたことで話題になった。
また、本来の意味とは離れ、「物欲を掻き立てられる」という意味で「物欲センサーが発動する」という言い回しが使われることもある。

## 作品
- 『俺の物欲センサーがぶっ壊れているらしいので、トップ配信者の幼馴染と一緒にダンジョンにもぐってみる―正体バレたくなくて仮面被ってたらなぜかクールキャラとしてバズった』ぶんか社、2023年11月 ISBN 9784821146765